# Clifford Mulenga
Clifford Mulenga (Kapombo, 5 agosto 1987) è un calciatore zambiano, centrocampista del Forest Rangers.

## Palmarès

### Nazionale
- Coppa d'Africa: 1

2012